# Elly Blanksma-van den Heuvel
Petronella Johanna Maria Godefrida (Elly) Blanksma-van den Heuvel (Helmond, 24 september 1959) is een Nederlands politica en bestuurster. Ze is lid van het CDA. Sinds 31 maart 2025 is ze waarnemend burgemeester van Someren. Ze was burgemeester van Helmond (2012–2024), Tweede Kamerlid (2006–2012) en Statenlid van Noord-Brabant (1987–1995).

## Loopbaan
Elly Blanksma studeerde bedrijfseconomie aan de HEAO van de Fontys Hogeschool in Eindhoven. Na haar afstuderen was ze van 1981 tot 1991 senior accountmanager bedrijven bij de Rabobank Helmond en van 1991 tot 2006 manager bedrijven bij Rabobank Nederland.
Tussen 1987 en 1995 was Blanksma lid van de Provinciale Staten van Noord-Brabant. Voor haar partij was ze onder meer afdelingsbestuurder in Eindhoven en lid van het landelijk partijbestuur. Bij de Tweede Kamerverkiezingen 2006 werd ze gekozen in het parlement. Op 30 november 2006 werd ze beëdigd. Bij de Tweede Kamerverkiezingen van 2010 stond ze op plaats acht van de kandidatenlijst. Ze werd daarmee rechtstreeks gekozen in het parlement. In de Kamer was zij woordvoerder algemeen financieel-economisch beleid en financieel toezicht.
Blanksma zou bij de Tweede Kamerverkiezingen 2012 op een vierde plaats van de kandidatenlijst van het CDA komen, maar op 19 juni 2012 werd bekend dat zij was voorgedragen voor de functie van burgemeester van Helmond. Ze trok zich daarop terug van de lijst. Bij haar vertrek uit de Tweede Kamer op 19 september 2012 werd Blanksma-van den Heuvel benoemd tot Ridder in de Orde van Oranje-Nassau. Haar benoeming als burgemeester van Helmond ging in op 1 november 2012. Op 1 november 2024 stopte zij als burgemeester van Helmond.
Met ingang van 31 maart 2025 werd Blanksma waarnemend burgemeester van Someren, wegens gezondheidsredenen trok burgemeester Dilia Blok zich tijdelijk terug als burgemeester van Someren.

## Persoonlijk
Blanksma is getrouwd en heeft twee kinderen. Zij is rooms-katholiek.
- Parlement.com: vhdf1dj5aqze